# Ecuaciones de aceite negro
Las ecuaciones de aceite negro son un conjunto de  ecuaciones en derivadas parciales que describen el  flujo de fluidos en un reservorio de petróleo , y constituyen el marco matemático para un simulador de reservorio de aceite negro.
El término aceite negro se refiere al modelo de fluido, en el que el agua se modela explícitamente junto con dos componentes de hidrocarburo, una fase de pseudo-aceite y una fase de pseudo-gas.
Esto contrasta con una formulación de composición en la que cada componente de hidrocarburo (número arbitrario) se maneja por separado.
Las ecuaciones de un modelo extendido de aceite negro son:
{\displaystyle {\frac {\partial }{\partial t}}\left[\phi \left({\frac {S_{o}}{B_{o}}}+{\frac {R_{V}S_{g}}{B_{g}}}\right)\right]+\nabla \cdot \left({\frac {1}{B_{o}}}{\vec {u}}_{o}+{\frac {R_{V}}{B_{g}}}{\vec {u}}_{g}\right)=0}
{\displaystyle {\frac {\partial }{\partial t}}\left[\phi \left({\frac {S_{w}}{B_{w}}}\right)\right]+\nabla \cdot \left({\frac {1}{B_{w}}}{\vec {u}}_{w}\right)=0}
{\displaystyle {\frac {\partial }{\partial t}}\left[\phi \left({\frac {R_{S}S_{o}}{B_{o}}}+{\frac {S_{g}}{B_{g}}}\right)\right]+\nabla \cdot \left({\frac {R_{S}}{B_{o}}}{\vec {u}}_{o}+{\frac {1}{B_{g}}}{\vec {u}}_{g}\right)=0}
donde
- {\displaystyle \phi }  Es una porosidad del medio poroso,
- {\displaystyle S_{w}} es la saturación de agua,
- {\displaystyle S_{o},S_{g}} son saturaciones de las fases líquida ("aceite") y vapor ("gas") en el depósito,
- {\displaystyle {\vec {u}}_{o},{\vec {u}}_{w},{\vec {u}}_{g}} son  velocidades de Darcy de la fase líquida, fase acuosa y fase de vapor en el reservorio. El petróleo y el gas en la superficie, en condiciones estándar, podrían producirse a partir de las fases líquidas y de vapor existentes a alta presión y temperatura de las condiciones del depósito. Esto se caracteriza por las siguientes cantidades:

- {\displaystyle B_{o}} es un factor de volumen de formación de aceite (relación de cierto volumen de líquido del depósito al volumen de aceite en condiciones estándar obtenidas del mismo volumen de líquido del depósito),

- {\displaystyle B_{w}} es un factor de volumen de formación de agua (relación entre el volumen de agua en las condiciones del depósito y el volumen de agua en las condiciones estándar),

- {\displaystyle B_{g}} es un factor de volumen de formación de gas (relación de un cierto volumen de vapor del reservorio al volumen de gas en condiciones estándar obtenidas del mismo volumen de vapor del reservorio),

- {\displaystyle R_{S}} es una solución de gas en fase de aceite (relación entre el volumen de gas y el volumen de aceite en condiciones estándar obtenidas de cierta cantidad de fase líquida en condiciones de depósito),

- {\displaystyle R_{V}} es un aceite vaporizado en fase gaseosa (relación entre el volumen de aceite y el volumen de gas en condiciones estándar obtenidas de cierta cantidad de fase de vapor en condiciones de depósito).